# Glycerius
Glycerius (n. 430 d.Hr., Dalmația, Croația – d. anii 480 d.Hr., Dalmația, Croația) a fost un împărat al Imperiului Roman de Apus din 473 până în 474. 